# KK Smederevo 1953
O Košarkaški klub Smederevo 1953 (sérvio:Кошаркашки клуб Смедерево 1953), chamado também de KK Smederevo 1953, é um clube profissional de basquetebol sediado na cidade de Semêndria, Sérvia que atualmente disputa a Liga Sérvia. Foi fundado em 1953 e manda seus jogos no Spors Hall Sederevo que possui capacidade de 3.000 espectadores.
1. ↑  «Košarkaška liga Srbije». kls.rs. Consultado em 7 de fevereiro de 2016